# Mariusz Jeliński
Mariusz Jeliński (ur. 1938, zm. 1 kwietnia 2023) – polski dziennikarz i prezenter muzyczny pracujący w latach 1956-73 w Polskim Radiu, a od 1973 r. w Telewizji Polskiej. Popularyzator muzyki rozrywkowej. Autor setek audycji radiowych i programów telewizyjnych, seriali dokumentalnych poświęconych historii festiwali piosenki.

## Publikacje
- 1997: 6x5, czyli 30 lat festiwalu opolskiego [KAW i Telewizja Polska], ISBN 83-86942-06-1, EAN: 9788386942060

## Filmografia
- 1997-2009 - Klan Obsada aktorska (prezenter telewizyjny prowadzący program o ludziach zaginionych),
- 1988-1990 - W labiryncie Obsada aktorska (dziennikarz tv; nie występuje w czołówce),
- 1988 - Czarodziej z Harlemu Obsada aktorska (członek komisji konkursowej "Pucharu Miast"),
- 1983 - To tylko rock Obsada aktorska (redaktor tv)